# إغناطيوس بويل
إغناطيوس بويل (بالإنجليزية: Ignatius Boyle)‏ هو سياسي أسترالي، ولد في 1882، وتوفي في 15 يونيو 1960. انتخب عضو الجمعية التشريعية لأستراليا الغربية.